# Čertova hora
Der Čertova hora (Teufelsberg) ist ein 1020 m n.m. hoher Berg im westlichen Teil des Riesengebirges in Tschechien nahe der Grenze zu Polen.

## Lage
Der Teufelsberg liegt südlich von Harrachov (Harrachsdorf) auf der westlichen Fortsetzung des inneren Riesengebirgskamms, dem Český hřeben (Tschechischer Kamm). Dieser Ausläufer des Riesengebirges beginnt am Lysá hora (Kahleberg) und endet hier. Seine Hänge fallen steil in die umliegenden Täler ab, außer im Südosten, wo sich die Felsgruppe Janova skála (Johannesfelsen) befindet, ein Nebengipfel auf 1002 m n.m., der dem inneren Kamm folgend, über einen flacheren Sattel von etwa 965 Metern Höhe mit dem Kotel (Kesselkoppe) verbunden ist.

### Nahegelegene Gipfel
| Tkacka Góra | Bílý Vrch    | Kamenec  |
| Kapradnik   | Kompass      | Plešivec |
| Hromovka    | Janova skála | Studená  |

## Hydrologie
Die Südwestseite wird über mehrere kleine Bäche in die Jizera (Iser) entwässert. Das Wasser des Osthangs fließt in den Ryžovištní potok (Seifenbach), der wie das Wasser am Nordhang in die Velka Mumlava (Große Mummel) fließt. Diese verbindet sich schließlich unterhalb der Nordwestseite mit der Milnice (Millnitz) zur Mumlava, die unterhalb des Westhangs, den sie entwässert, ebenfalls in die Jizera fließt.

## Flora, Fauna und Naturschutz
Der Berg liegt in der äußeren Zone des tschechischen Nationalparks Riesengebirge (Krkonošský národní park). Der Fichtenwald, der nur an den Skipisten unterbrochen wird, reicht hinunter bis in die Täler und bietet Lebensraum für Tannenhäher, Raufußkauz und verschiedene Spechtarten.

## Tourismus
Der Berg ist zwar vor allem als Austragungsort internationaler Wettkämpfe in den klassischen Skidisziplinen bekannt, ist jedoch zu allen Jahreszeiten ein sehr guter Ausgangspunkt für zahlreiche Sport- und Freizeitmöglichkeiten und bietet eine herrliche Aussicht auf den Riesengebirgehauptkamm, das Isergebirge und die Umgebung.
In der Wintersaison führen die Skilifte aus Rýžoviště hinauf zu Abfahrten aller Schwierigkeitsgrade. Für Skilangläufer gibt es am Fuß des Berges Loipen in großer Anzahl, die unter anderem entlang der Mumlava zu den Wasserfällen führen.
Im Sommer ist der Gipfel, der bequem mit dem Sessellift zu erreichen ist, Startpunkt für Wanderungen und Radtouren über die Bergrücken des Tschechischen Kamms. Hier wurde auch ein Startbereich sowie ein reservierter Flugkorridor und Landefläche für Gleitschirm- und Lenkdrachenpiloten eingerichtet.

## Wintersport
Graf Harrach brachte 1887 die ersten Ski nach Böhmen, als er Jäger und Forstleute seiner Güter mit Skiern ausrüsten ließ. Damit löste er einen Skifahrt-Boom aus. 1908 wurde der "Spolek zimních sportů" (Wintersportverein) gegründet. 
An den Hängen im Nordosten befindet sich das Skigebiet Rýžoviště, wo 1923 das erste internationale Skirennen ausrichtet wurde. An dem Rennen, das seit 1954 regelmäßig veranstaltet wird, nehmen von jeher die besten Skifahrer aus vielen europäischen Ländern und den USA teil.
Am Nordhang wurde 1920 die erste Skisprungschanze des heutigen Schanzenkomplex Čerťák gebaut. 1980 wurden Sprungschanzen und Langlaufgebiet renoviert und die damals höchste Schanze der Welt gebaut, die noch heute mit einem K-Punkt von 185 Metern zu den fünf Skiflugschanzen weltweit gehört, auf denen Weltcupspringen oder Weltmeisterschaften abgehalten werden können. Die weiteren Schanzen weisen K-Punkte von 125, 90, 70 und 40 Metern auf.

## Bilder aus der Umgebung

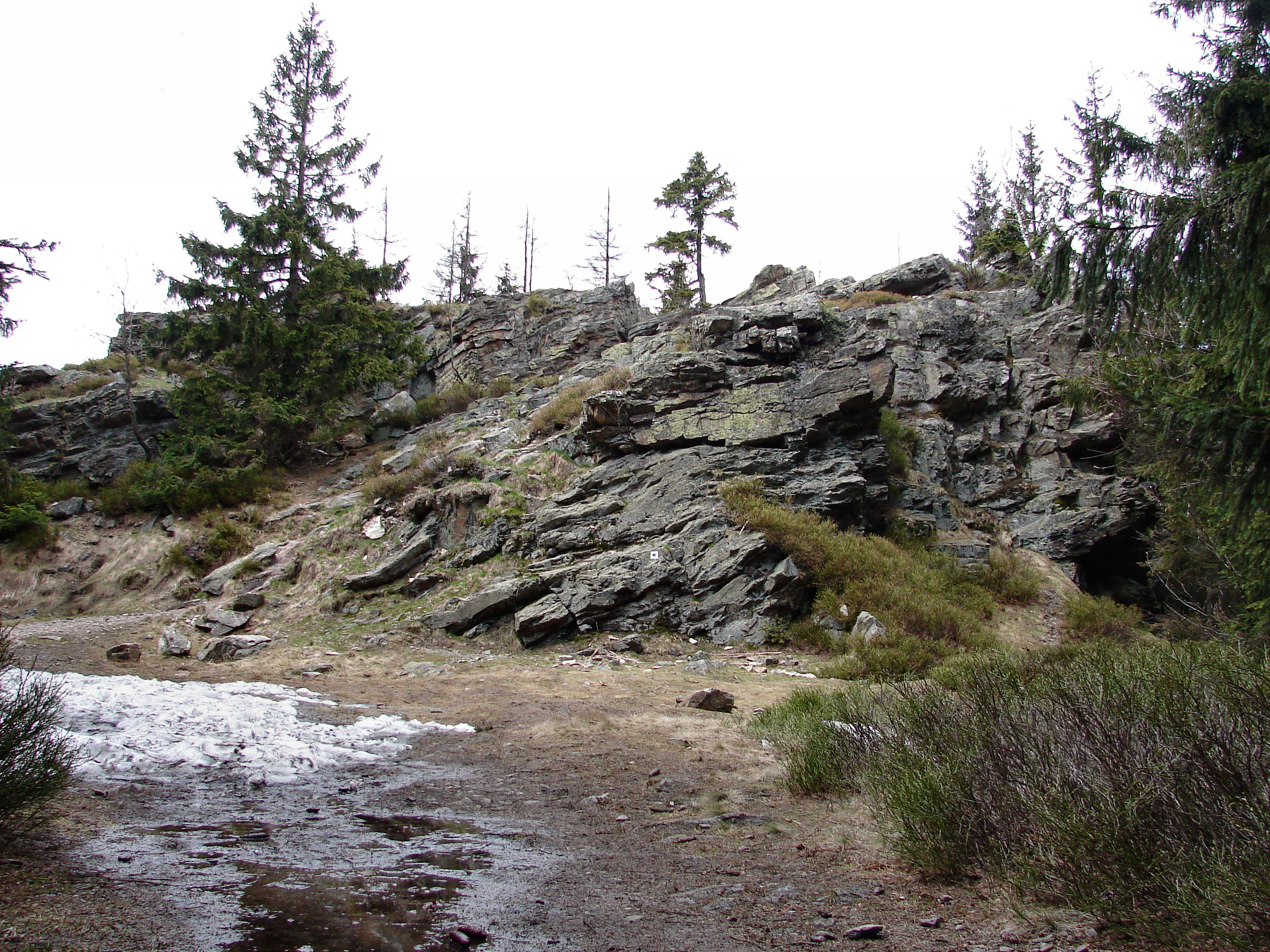
Der Johannesfelsen

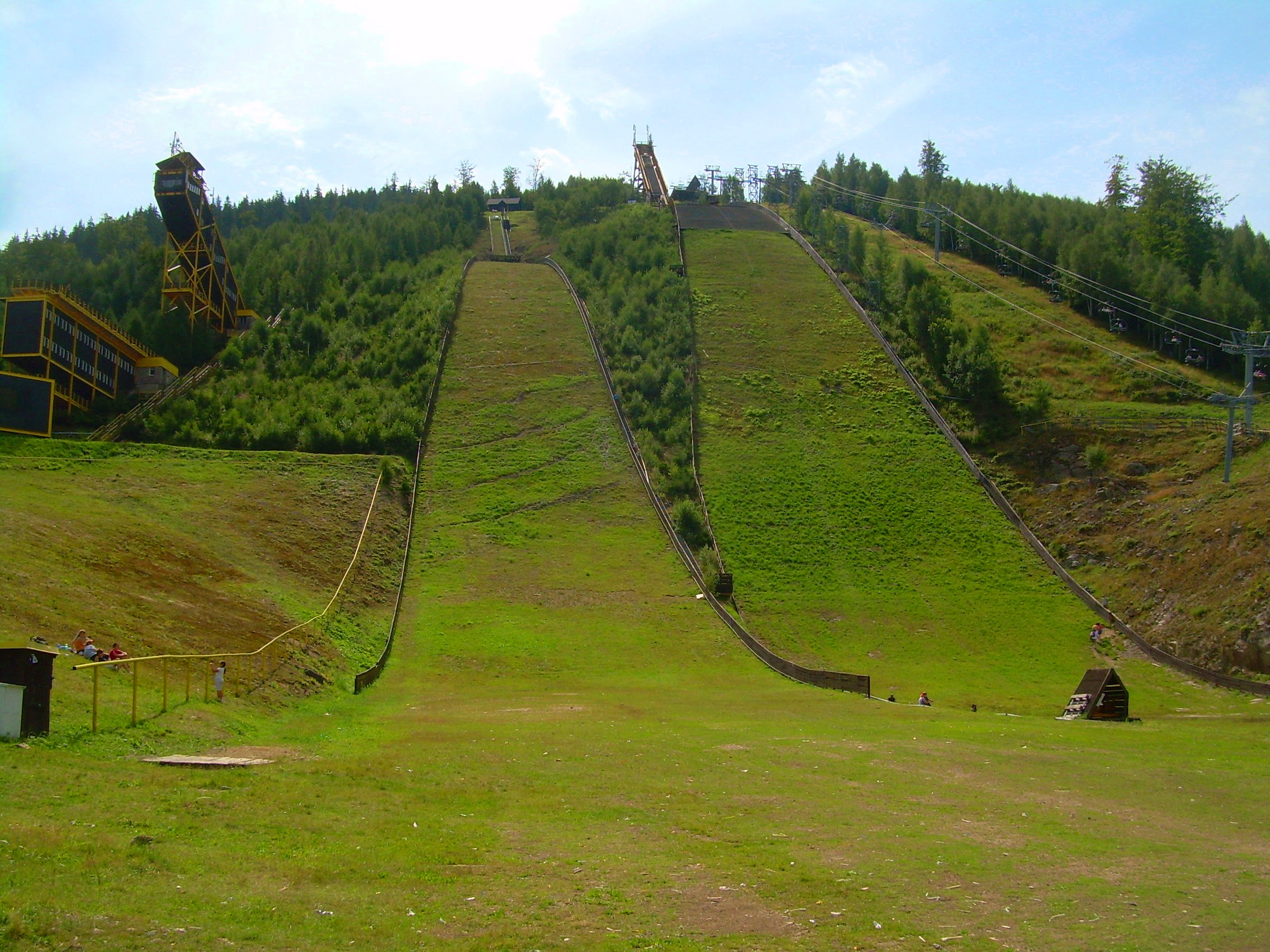
Die Sprungschanzen
K-185 und K-125 im Sommer

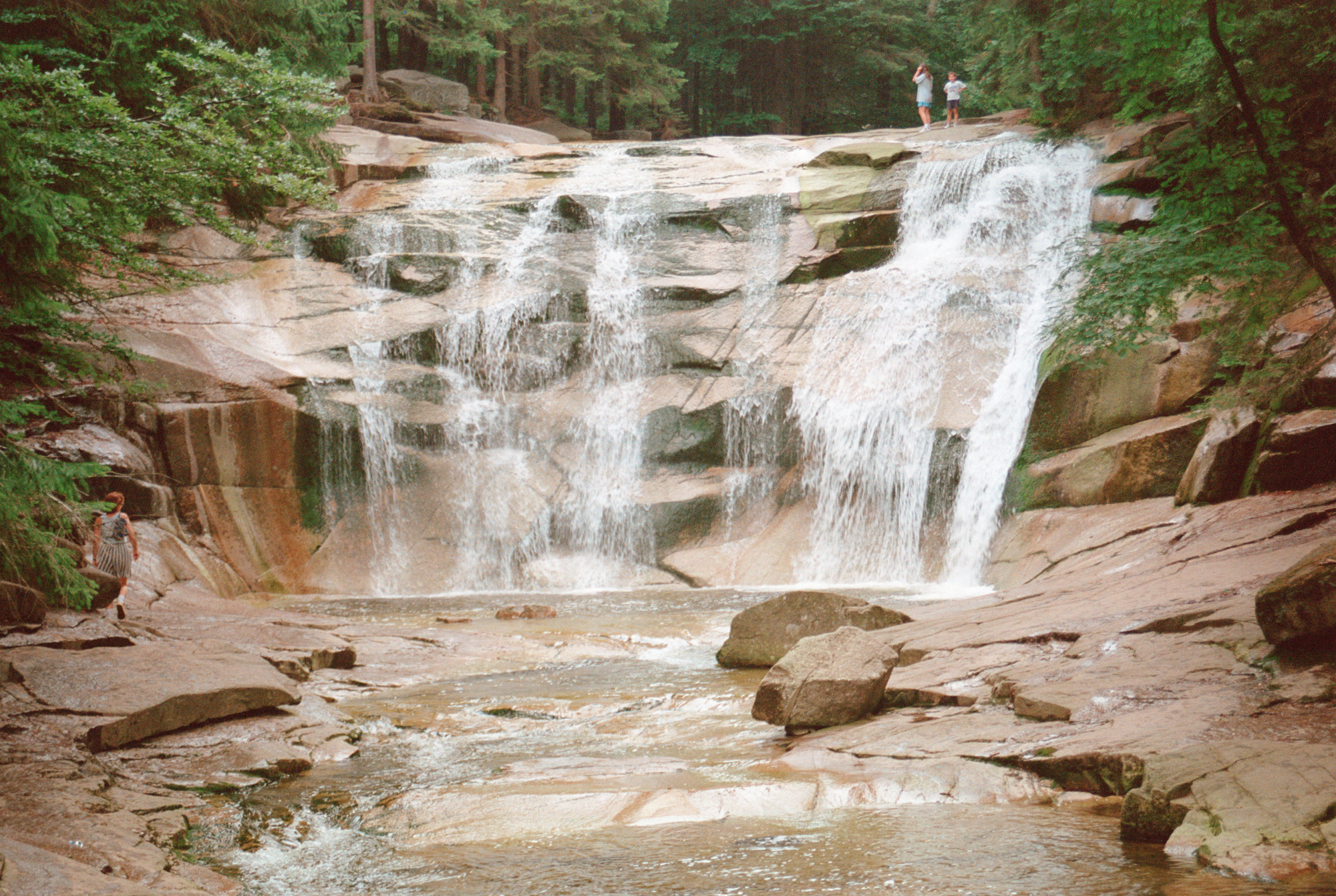
Der Mummelfall